# Ciril Debevec
Ciril Debevec, slovenski igralec, režiser, publicist in prevajalec, * 2. april 1903, Ljubljana, Slovenija, † 11. december 1973, Ljubljana.

## Življenje
Rodil se je očetu mestnemu svetniku Andreju in materi Liji (roj. Baraga).
Pomemben je zlasti kot režiser opernih predstav. Od leta 1929 je vseskozi deloval v ljubljanski Operi, kjer je pripravil več kot 50 različnih opernih del. Nekajkrat je gostoval tudi na odru mariborske Opere. Debevec sodi med tiste gledališke ustvarjalce, ki so veliko pripomogli h kakovostnemu dvigu iger v naših operah. Igralsko je vzgojil veliko mladih opernih pevcev.
Kot režiser je sodeloval pri treh krstnih uprizoritvah, in sicer leta 1929 pri Bravničarjevi operi Pohujšanje v dolini Šentflorjanski in leta 1946 ter 1954 pri Švarovih operah Veronika Deseniška in Slovo od mladosti.
Poročen je bil z operno pevko Valerijo Heybal.
1. 1 2  Brozović D., Ladan T. Hrvatska enciklopedija — LZMK, 1999. — 9272 p.